# José del Pilar Quezada Valdéz
José del Pilar Quezada Valdéz (* 12. Oktober 1900 in Totatiche, Jalisco, Mexiko; † 25. November 1985) war ein mexikanischer Geistlicher und Bischof von Acapulco.

## Leben
José del Pilar Quezada Valdéz empfing am 21. Dezember 1923 das Sakrament der Priesterweihe.
Am 18. Dezember 1958 ernannte ihn Papst Johannes XXIII. zum Bischof von Acapulco. Der Erzbischof von Guadalajara, José Kardinal Garibi y Rivera, spendete ihm am 25. Januar 1959 die Bischofsweihe; Mitkonsekratoren waren der Apostolische Vikar von Niederkalifornien, Alfredo Galindo Mendoza MSpS, und der Koadjutorerzbischof von Guadalajara, Francisco Javier Nuño y Guerrero.
Er nahm als Konzilsvater an der ersten, zweiten und vierten Sitzungsperiode des Zweiten Vatikanischen Konzils teil.
Am 1. Juni 1976 nahm Papst Paul VI. das von José del Pilar Quezada Valdéz aus Altersgründen vorgebrachte Rücktrittsgesuch an.